# Molos-Agios Konstantinos
Molos-Agios Konstantinos (in greco Μώλος-Άγιος Κωνσταντίνος?) è un comune della Grecia situato nella periferia della Grecia Centrale (unità periferica della Ftiotide) con 13 932 abitanti secondo i dati del censimento 2001.
È stato istituito a seguito della riforma amministrativa detta Programma Callicrate in vigore dal gennaio 2011 che ha abolito le prefetture e accorpato numerosi comuni.